# PSU Urban Center/Southwest 6th & Montgomery Street és PSU Urban Center/Southwest 5th & Mill Street megállóhelyek
PSU Urban Center/Southwest 6th & Montgomery Street és PSU Urban Center/Southwest 5th & Mill Street megállóhelyek a Metropolitan Area Express zöld, sárga és narancssárga-, a Portland Streetcar A, B és NS vonalainak, valamint a TriMet és C-Tran autóbuszainak megállói az Oregon állambeli Portlandben.

## Történet
A megállók 2009. augusztus 30-i megnyitásuktól 2012-ig, a szomszédos PSU South/SW 6th & College Street és PSU South/SW 5th & Jackson Street megállóhelyek 2012. szeptember 2-i megnyitásáig az erre járó vonatok végállomásai voltak.
A megállók a megnyitástól az ingyenes utazást biztosító Fareless Square (amelyet 2010 januárjában Free Rail Zone-ra kereszteltek át) részét képezték, de a zónarendszert 2012-ben felszámolták.

## Autóbuszok

### TriMet
- 8 – Jackson Park/NE 15th (►Woodlawn Park (körjárat))[2]
- 9 – Powell Blvd (Union Station◄►Gresham Central Transit Center)[3]
- 17 – Holgate/Broadway (Concordia University◄►Powell Boulevard)[4]
- 19 – Woodstock/Glisan (Gateway Transit Center◄►Lincoln Memorial)[5]
- 35 – Macadam/Greeley (University of Portland◄►Oregon City Transit Center)[6]
- 36 – South Shore (Pioneer Square◄►Tualatin Park & Ride)[7]
- 44 – Capitol Hwy/Mocks Crest (Pier Park◄►PCC Sylvania)[8]
- 54 – Beaverton-Hillsdale Hwy (Beaverton Transit Center◄►Pioneer Square)[9]
- 56 – Scholls Ferry Rd (Beaverton Transit Center◄►Pioneer Square)[10]
- 99 – Macadam/McLoughlin (Pioneer Square◄►Clackamas Community College Park & Ride)[11]
- 291 – Orange Night Bus (Union Station◄►SE Park Ave)[12]

### C-Tran
- 105 – I-5 Express (Salmon Creek Park & Ride◄►Portland Transit Mall)[13]
- 134 – Salmon Creek Express (Salmon Creek Park & Ride◄►Portland Transit Mall)[14]
- 164 – Fisher’s Landing Express (Fisher’s Landing Transit Center◄►Portland Transit Mall)[15]
- 177 – Evergreen Express (Evergreen Park & Ride◄►Portland Transit Mall)[16]
- 199 – 99th Street Express (Salmon Creek Park & Ride◄►Portland Transit Mall)[17]

### Blue Star Bus
- Downtown Express (Portland International Airport◄►Embassy Suites)[18]

| Előző állomás                    |                                                       | Metropolitan Area Express |  | Következő állomás                                               |
| -------------------------------- | ----------------------------------------------------- | ------------------------- |  | --------------------------------------------------------------- |
| PSU Southvégállomás              |                                                       | Zöld vonal                |  | SW 6th & Madison Sttovább Clackamas Town Center pályaudvar felé |
| PSU Southvégállomás              | City Hall/SW 5th & Jefferson Stcsak az egyik irányban | Zöld vonal                |  |                                                                 |
| PSU Southvégállomás              |                                                       | Sárga vonal               |  | SW 6th & Madison Sttovább Expo Center felé                      |
| PSU Southtovább SE Park Ave felé |                                                       | Narancssárga vonal        |  | City Hall/SW 5th & Jefferson Stcsak az egyik irányban           |

## Fordítás
- Ez a szócikk részben vagy egészben  a   PSU Urban Center stations című angol Wikipédia-szócikk ezen változatának fordításán alapul.  Az eredeti cikk szerkesztőit annak laptörténete sorolja fel. Ez a jelzés csupán a megfogalmazás eredetét és a szerzői jogokat jelzi, nem szolgál a cikkben szereplő információk forrásmegjelöléseként.